# Toward the Within
Toward the Within (англ. «Прямуючи всередину») — перший концертний альбом гурту Dead Can Dance, що вийшов на британському лейблі 4AD у жовтні 1994 року в форматах MC, CD, LP та VHS. Він складається з 15 пісень, з яких тільки чотири можна знайти на попередніх альбомах гурту.

## Огляд
Запис було зроблено в листопаді 1993 року в театрі «Mayfair» в Санта-Моніці, Каліфорнія вийшла на 4AD як альбом і відеофільм рік по тому. Це було останнє велике уявлення, що відбулося в театрі до його руйнування землетрусом в січні 2004 року. Фільм був знятий Марком Мегідсоном (англ. Mark Magidson) і містить інтерв'ю з Лізою Джеррард і Бренданом Перрі, а також відеокліп до пісні «Yulunga (Spirit Dance)», що складається з фрагментів фільму «Baraka».
Вміст аудіо-і відеоверсії дещо відрізняється: на CD пропущена пісня «Gloridean», використана в титрах до відеофільму, в ньому ж відсутні «Persian Love Song» та «Yulunga (Spirit Dance)».
У 2001 році Toward the Within перевипустили на DVD у складі збірки Dead Can Dance (1981-1998). До початкового вмісту були додані дискографія групи, відеокліпи «Frontier», «The Protagonist» і «The Carnival Is Over», а також уривок з фільму режисера Рона Фріка «Барака», що показує бездомних на смітниках Калькутти, в супроводі композиції «The Host of Seraphim». У 2004 DVD вийшов також окремо.

## Список композицій
1. «Rakim» — 6:25
2. «Persian Love Song» — 2:56
3. «Desert Song» — 4:20
4. «Yulunga (Spirit Dance)» (з Into the Labyrinth) — 7:12
5. «Piece for Solo Flute» — 3:34
6. «The Wind That Shakes the Barley» (з Into the Labyrinth)) — 3:12
7. «I Am Stretched on Your Grave» — 4:38
8. «I Can See Now» — 2:56
9. «American Dreaming» — 4:55
10. «Cantara» (з Within the Realm of a Dying Sun) — 5:15
11. «Oman» — 5:49
12. «The Song of the Sybil» (з Aion) — 4:31
13. «Tristan» — 1:48
14. «Sanvean» — 4:05
15. «Don't Fade Away» — 6:12

Примітка: Пісня «I Am Stretched on Your Grave» заснована на поемі невідомого ірландського автора, написаної в XVII столітті, і дещо відрізняється від перекладу, зробленого Шинейд О'Коннор для диску I Do Not Want What I Haven't Got.

## Чарти
| Чарт (1994)                                  | Найвища позиція |
| -------------------------------------------- | --------------- |
| Нідерланди Dutch Albums (MegaCharts)         | 76              |
| Німеччина German Albums (Offizielle Top 100) | 81              |
| UK Independent Albums (OCC)                  | 10              |
| США Billboard 200                            | 131             |